# Jean Terrasson
Pour les articles homonymes, voir Terrasson.
Jean Terrasson, né le 31 janvier 1670 à Lyon et mort le 15 septembre 1750 à Paris, est un homme de lettres, helléniste et latiniste français.

## Biographie
Il est d'abord élève à l'Académie des sciences en 1707, puis successivement adjoint mécanicien en 1716, adjoint et associé géomètre en 1718 et 1719. Il est ensuite professeur de philosophie grecque et latine au Collège royal à partir de 1720 et il est élu membre de l'Académie française en 1732.

## Trois œuvres
Son Séthos, qui a contribué a popularisé la notion de « mystères égyptiens », a connu un réel succès. Terrasson présente l'histoire de Séthos comme une œuvre de fiction qu'il dit avoir tirée d'un manuscrit grec d'un auteur inconnu, qui lui-même aurait puisé à des sources égyptiennes. En faisant valoir que sa composition est de loin antérieure au déchiffrement des hiéroglyphes, les égyptologues ne lui accordent toutefois aucune valeur historique. Terrasson a contribué à créer ainsi l'image mystifiée d'une Égypte antique fictive, mère des sciences et des connaissances, basée sur des récits peu critiques de Diodore de Sicile, image à laquelle avaient d'ailleurs contribué plusieurs autres écrivains, comme Athanasius Kircher, avant le déchiffrement des hiéroglyphes. Cette image est à l'origine de théories pseudo-scientifiques, telles que l'afrocentrisme, affirmant que la connaissance grecque vient d'Égypte. Elle a parfois aussi influencé aussi le symbolisme de la franc-maçonnerie. Ainsi, Mozart s'est largement inspiré de Terrasson pour composer sa Flûte enchantée, notamment pour les passages dont les thèmes sont liés à la franc-maçonnerie, en particulier, l'attaque de Tamino par un serpent, qui ouvre cet opéra, reprend la première épreuve que doit affronter Séthos.
L' Académie des dames est la traduction en français d'un dialogue saphique érotique, censément écrit en espagnol par Aloysia ou Luisa Sigea, poétesse érudite et fille d'honneur à la cour de Lisbonne, puis censément traduit en latin par Joannes ou Jean Meursius, humaniste originaire de Leyde en Hollande. Si Luisa Sigea a bel et bien existé, Jean Mersius est un personnage inventé de toutes pièces, et l'Académie des Dames une création de l'avocat et historien français Nicolas Chorier, dont le manuscrit circulait à l'époque dans les milieux libertins.
Dans sa Dissertation critique sur l'Iliade, Terrasson prétend que, grâce surtout aux apports de Descartes, la science et la philosophie avaient donné un tel essor à l'esprit humain que les poètes du XVIIIe siècle dépassaient de très loin ceux de la Grèce antique. Il y fait cependant des observations novatrices sur l'opéra, qu'il est le premier à voir comme un pont entre la musique qui raconte une histoire et la musique qui est en elle-même une source de plaisir.
Parmi ses autres ouvrages, sa Philosophie applicable à tous les objets de l'esprit et de la raison est un essai philosophique et théologique sur le plaisir et la douleur. Certains historiens lui attribuent aussi le Traité de l’Infini Créé, donné le plus souvent comme une œuvre de Malebranche.
Ses deux frères, André et Gaspard, ont tous deux été réputés, surtout le second, comme prédicateurs. Ses cousins, Mathieu et Antoine, se sont distingués au barreau.

## Jugements
« philosophe pendant sa vie et à sa mort. Il y a de beaux morceaux dans son Séthos. Sa traduction de Diodore est utile : son examen d'Homère passe pour être sans goût. »

— Voltaire

## Principaux ouvrages
- Dissertation critique sur L'Iliade d'Homère, où, à l'occasion de ce poème, on cherche les règles d'une poétique fondée sur la raison et sur les exemples des anciens et des modernes (1715) lire en ligne sur Gallica. Réédition : 1971.
- Addition a la dissertation critique sur l'Iliade d'Homère, pour servir de réponse à la préface de Monsieur Dacier sur le nouveau Manuel d'Épictète (1716) lire en ligne sur Gallica.
- Lettre écrite à M*** sur le nouveau système des finances, & particulièrement sur le remboursement des rentes constituées (1720) lire en ligne sur Gallica
- Sethos, histoire, ou Vie tirée des monumens, anecdotes de l'ancienne Égypte, traduite d'un manuscrit grec (1731), 6 volumes, tome 1 sur Gallica, t. 2 sur Gallica, lire en ligne sur Gallica, t. 4 sur Gallica, t. 5 sur Gallica, t. 6 sur Gallica.
- Histoire universelle de Diodore de Sicile, traduite en françois par M. l'abbé Terrasson (1737-44), 7 volumes, t. 1, 1737 sur Gallica, t. 2, 1737 sur Gallica, t. 3, 1741 sur Gallica, t. 4, 1741 sur Gallica, t. 5, 1744 sur Gallica, t. 6, 1744 sur Gallica, t. 7, 1744 sur Gallica.
- L'Académie des Dames ou les Sept Entretiens galants d'Aloisia, traduits de Meursius (1750)
- La Philosophie applicable à tous les objets de l'esprit et de la raison, ouvrage en réflexions détachées (1754) lire en ligne sur Gallica.